# Rie Vierdag

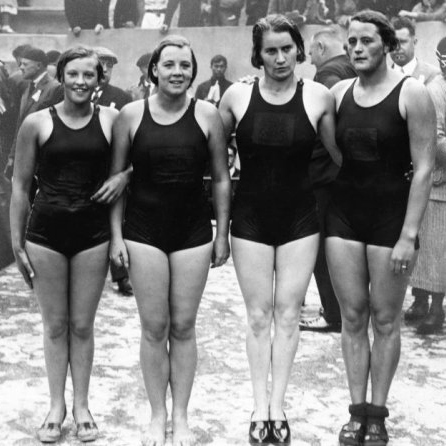
Rie Vierdag (r) met Willy den Ouden, Marie Braun en Truus Baumeister in 1931

Marie (Rie) Smit-Vierdag (Amersfoort, 22 september 1905 – Amsterdam, 17 juli 2005) stond aan de wieg van de successen van het Nederlandse zwemmen in de jaren twintig en dertig. Ze won twee Europese titels en olympisch zilver. In haar sportcarrière was ze lid van AZ&PC te Amersfoort en Het Y te Amsterdam.
Al vanaf in 1922 zwom Vierdag Nederlandse records op de 100, 200 en 1500 meter vrije slag.
In 1924 nam zij voor het eerst deel aan de Olympische Spelen en behaalde zij de finale op haar favoriete 100 meter vrije slag. In 1927 won zij op dat onderdeel goud bij de Europese kampioenschappen in 1.15.0. Ook won zij daar zilver 4x100 vrije slag dames in 5.11.6.
In 1928 nam zij wederom deel aan de Olympische Spelen te Amsterdam op de 4x100 meter vrije slag estafette. Haar team werd echter gediskwalificeerd. In 1931 was het wel raak toen zij wederom goud behaalde op de 4x100 vrije slag dames estafette in 4.55.0. Een jaar later behaalde zij op haar derde Olympische Spelen op ditzelfde onderdeel zilver in een Europese recordtijd van 4.47.5.
Smit-Vierdag was lerares Lichamelijke Opvoeding en fysiotherapeute. Zij overleed op 17 juli 2005, ruim twee maanden voor haar honderdste verjaardag.
- International Standard Name Identifier: 0000 0003 8708 5213
- Nederlandse Thesaurus van Auteursnamen: 326500146
- Virtual International Authority File: 279933098